# Diecezja Teruel i Albarracín
Diecezja Teruel i Albarracín – łac. Dioecesis Terulensis et Albarracinensis – diecezja Kościoła rzymskokatolickiego w Hiszpanii.